# موريس موريس
موريس موريس (بالإنجليزية: Maurice Morris)‏ هو لاعب كرة قدم أمريكية أمريكي، ولد في 1 ديسمبر 1979 في تشستر في المملكة المتحدة.

## وصلات خارجية
- موريس موريس على موقع مرجع كرة القدم المحترفة.كوم (الإنجليزية)